# Ana Lucia Cortez
Ana Lucia Cortez è un personaggio della serie televisiva Lost, interpretata da Michelle Rodriguez. Nella serie è uno dei sopravvissuti della sezione di coda dell'aereo del volo Oceanic 815. Il personaggio appare per la prima volta durante un flashback di Jack nel finale della prima stagione, mentre la prima vera interpretazione si ha nell'episodio Alla deriva, della seconda stagione.

## Biografia

### Prima dello schianto
Ana Lucia era un agente del dipartimento di polizia di Los Angeles, con rapporti difficili con la madre, che era anche il suo diretto superiore.
Ana, incinta, durante una sparatoria viene colpita e perde il bambino. Dopo un periodo passato in riabilitazione ritorna in servizio e richiede di tornare subito di pattuglia, ma il suo comportamento è instabile. Quando l'uomo che le ha sparato durante il furto viene arrestato e rilascia una confessione, lei si rifiuta di identificarlo, per poi ucciderlo fuori da un bar dopo il suo rilascio.
Ana Lucia lascia la polizia e trova lavoro come guardia di sicurezza di aeroporto ed è lì che incontra Christian Shephard, padre di Jack che le chiede di accompagnarlo a Sydney come guardia del corpo. I due usano nomi falsi, lei si fa chiamare Sarah e lui Tom.
A Sydney Ana Lucia assiste all'alterco tra Christian Shephard ed una donna, ma l'uomo non dà spiegazioni e rifiuta anche il consiglio della donna di tornare negli Stati Uniti; le loro strade così si dividono.
Prima di imbarcarsi sul volo Oceanic 815 Ana Lucia si trova al bar dell'aeroporto e, senza saperlo, chiacchiera con il figlio dell'uomo che l'ha condotta in Australia.

### Sull'isola
Dopo l'atterraggio in mare con la sezione di coda, Ana Lucia fa del suo meglio per aiutare chiunque ne abbia bisogno, salvando ad esempio Bernard rimasto incastrato in un albero. Quella notte i superstiti vengono attaccati dagli Altri. Ana Lucia aiuta Goodwin e Libby, che vanno da lei cercando consigli. Dopo alcune notti, arrivano nuovamente gli Altri e rapiscono altre nove persone. Ana Lucia uccide uno di loro e trova un elenco con le descrizioni delle vittime. Sospettando che Nathan sia un traditore, fa spostare tutti all'interno dell'isola, poi scava una buca e lo getta dentro fino a che lui non confessi.
Quando egli improvvisamente scompare, si addentra nella foresta alla guida di un piccolo gruppo scoprendo la stazione Freccia. Ana Lucia e Goodwin scalano la cima della collina, dove lei gli rivela di sapere che lui è il vero traditore. Durante la colluttazione che ne segue Goodwin rimane trafitto da un bastone e muore.
Quando i superstiti della zattera incontrano quelli della sezione di coda Ana Lucia finge di essere stata a sua volta catturata per carpire informazioni e, scoperta la loro provenienza, decide di lasciarli liberi e di trasferire il gruppo della coda all'accampamento degli altri superstiti. Durante il tragitto Cindy, l'hostess, viene rapita e si odono strani sussurri nella foresta. Ana Lucia spara sulla prima cosa che vede muoversi: è Shannon, che muore. Temendo una reazione di Sayid lo lega ad un albero e, tormentata dal senso di colpa, si rifiuta di far avanzare il gruppo.
Dopo la cattura di Ben "Henry Gale", ad Ana Lucia viene chiesto di interrogare il prigioniero, che però l'aggredisce e Locke interviene per salvarla. In cerca di vendetta Ana Lucia fa sesso con Sawyer allo scopo di rubargli la pistola, che però non userà non trovando la forza di uccidere una persona. Credendo che Michael possa farlo al posto suo gli consegna la pistola di Saywer. Michael guarda la pistola, poi le dice tristemente «Mi dispiace» e le spara. Entra Libby spaventata dal rumore, Michael si gira di scatto e le spara accidentalmente due colpi uccidendola. Infine, libera Ben e si spara alla spalla, per addossargli la colpa dei due omicidi.

## Apparizioni successive

### Quarta stagione
In L'inizio della fine, Hurley viene arrestato ed è proprio il partner di Ana Lucia, Mike, ad interrogarlo. Alla richiesta del poliziotto Hurley nega di aver mai conosciuto Ana Lucia, seguendo il piano di Jack volto a proteggere coloro che sono rimasti sull'isola.

### Quinta stagione
In La grande menzogna, Ana Lucia compare come visione a Hurley e gli dà dei consigli su come agire senza farsi arrestare.

## Capacità
Prima dello schianto Ana Lucia era un poliziotto del LAPD, molto esperta, intuitiva e laboriosa. Sa come coprire le sue tracce, come investigare, come interrogare e pianificare.
Come ufficiale di polizia ha ricevuto l'addestramento con le armi da fuoco e nel combattimento corpo a corpo di base.

## Episodi dedicati ad Ana Lucia
| Stagione | Titolo italiano     | Titolo originale  | Tipo di flash |
| -------- | ------------------- | ----------------- | ------------- |
| 2        | Gli altri 48 giorni | The Other 48 Days | flashback     |
| 2        | Ritrovarsi          | Collision         | flashback     |
| 2        | Due per la strada   | Two for the Road  | flashback     |